# Gai Licini Var
Gai Licini Var (en llatí: Gaius Licinius P. f. P. n. Varus) va ser un magistrat romà del segle iii aC.
Va ser cònsol l'any 236 aC, amb Publi Corneli Lèntul Caudí. Els dos cònsols es van dirigir al nord d'Itàlia per oposar-se als gals transalpins que havien creuat els Alps. I quan va passar el perill per les lluites entre els mateixos gals, Var va rebre el mandat de sotmetre als corsos de l'illa de Còrsega. El cònsol va enviar a l'illa al seu llegat Marc Claudi Glícia amb el que esperava reunir-se poc després. Glícia va fer la pau amb els illencs per iniciativa pròpia, però Var, quan va arribar, no va voler reconèixer l'acord, i va iniciar la guerra fins que va obligar els nadius a sotmetre's.
Probablement és el mateix Gai Licini que va ser enviat a Cartago l'any 218 aC amb quatre ambaixadors més, tots ells d'avançada edat.